# (9989) 1997 SG16
(9989) 1997 SG16 (1997 SG16, 1985 DY2, 1990 EN8, 1992 TP) — астероїд головного поясу, відкритий 27 вересня 1997 року.
Тіссеранів параметр щодо Юпітера — 3,304.